# Cédric Fofana
Cédric Fofana (ur. 15 września 2003 w Montrealu) – kanadyjski skoczek do wody, olimpijczyk z Tokio 2020.

## Udział w zawodach międzynarodowych
| Impreza              | Rok  | Miejsce | Konkurencja                  | Wynik  | Wynik   |
| Impreza              | Rok  | Miejsce | Konkurencja                  | Punkty | Miejsce |
| -------------------- | ---- | ------- | ---------------------------- | ------ | ------- |
| Igrzyska olimpijskie | 2020 | Tokio   | trampolina 3 m indywidualnie | 225.35 | 29.     |